# 순창장류축제
순창장류축제는 전북특별자치도 순창군에서 개최하는 지역 축전이다. 고추장, 된장, 간장 등의 전통 장류와 이를 이용해 만든 발효 음식을 볼 수 있는 행사이다.